# Helichus
Helichus é um género de escaravelho aquático que se pode encontrar em qualquer parte do mundo, excepto na Austrália e na Antártida . Os adultos medem, em média,  1 a 8 mm de comprimento e vivem em ambientes aquáticos ou ripícolas. As larvas, contudo, desenvolvem-se em terra, o que é incomum, e talvez mesmo único, entre as espécies de insetos aquáticos.

## Espécies[3]
- Helichus anescens, Grouvelle, 1892
- Helichus angulicollis, Reitter, 1887
- Helichus angustatus, Grouvelle, 1896)
- Helichus annandalei, Grouvelle, 1911
- Helichus argentinus, Berg, 1885
- Helichus asiaticus, Motschulsky, 1845
- Helichus basalis, LeConte, 1852
- Helichus birmanicus, Bollow, 1940
- Helichus bollowi, Hinton, 1939
- Helichus brasiliensis, Grouvelle, 1896
- Helichus chinensis, Fairmaire, 1888
- Helichus collarti, Delève, 1945
- Helichus columbianus, Brown, 1931
- Helichus confusus, Hinton, 1936
- Helichus cordubensis, Berg, 1885
- Helichus dicksoni, Waterhouse, 1878
- Helichus elateroides, Grouvelle, 1896
- Helichus elegans, Waterhouse, 1876
- Helichus elongatus, Reitter, 1881
- Helichus erichsoni, Waterhouse, 1876
- Helichus eruptus, Wickham, 1911 - extinto
- Helichus fastigiatus, Say, 1824
- Helichus fenyosi, Reitter, 1894
- Helichus formosanus, Bollow, 1940
- Helichus frater, Hinton, 1939
- Helichus gibbicollis, Hinton, 1939
- Helichus gigas, Grouvelle, 1896
- Helichus granulosus, Delève, 1974
- Helichus gressitti, Hinton, 1936
- Helichus hardwicki, MacLeay, 1825)
- Helichus hasegawai, Satô, 1985
- Helichus hintoni, Bollow, 1940
- Helichus indicus, Waterhouse, 1876
- Helichus inexpectatus, Delève, 1938
- Helichus ivorensis, Delève, 1967
- Helichus koltzei, Bollow, 1940
- Helichus konoi, Bollow, 1940
- Helichus lareynioides, Champion, 1923
- Helichus latus, Grouvelle, 1920
- Helichus lithophilus, Germar, 1824
- Helichus longipes, W. Redtenbacher, 1842
- Helichus opacus, Grouvelle, 1892
- Helichus palpals, Hinton, 1937
- Helichus parallelus, Grouvelle, 1890
- Helichus puncticollis, Sharp, 1882
- Helichus pusillus, Hinton, 1939
- Helichus sericatus, Waterhouse, 1881
- Helichus solskyi, Zaitzev, 1908
- Helichus striatus, LeConte, 1852
- Helichus substriatus, P.W. J. Müller, 1806
- Helichus suturalis, LeConte, 1852
- Helichus talpoides, Waterhouse, 1876
- Helichus tenuior, Wickham, 1912 - extinto
- Helichus tenuis, Champion, 1923
- Helichus tonkineus, Fairmaire, 1888
- Helichus triangularis, Musgrave, 1935
- Helichus ussuriensis, Lafer in Lavanidov, 1980
- Helichus waterhousei, Grouvelle, 1911
- Helichus whiteheadi, Waterhouse, 1900